# Передмостове укріплення
Передмостове укріплення — пам'ятка архітектури національного значення України (охор. № 010071/3), що належить до комплексу пам'яток Генуезької фортеці в Судаку. Споруджене в 1385—1414 роках.
Являє собою підковоподібну фортечну стіну з воротами, яка примикає із західного боку до башти Якобо Торсело, а зі східного — до фортечного муру за баштою Бернардо Франко Пагана. Призначення украплення полягало в тому, щоб посилити оборону головних воріт фортеці. Перед укріпленням був рів і знаходився підйомний міст.
У первісному вигляді збереглася тільки північна частина передмостового укріплення, від інших — тільки основа. У північній частині частково уцілів отвір воріт. На території укріплення археологічними розкопками розкриті залишки догенуезьких споруд.
У 1980-х роках проведені реставраційні роботи, під час яких споруду відновлено в первісному вигляді.